# Leucopternis
Leucopternis é um género de ave de rapina da família Accipitridae.
Este género contém as seguintes espécies:
- Leucopternis plumbeus
- Gavião-azul, Leucopternis schistacea
- Leucopternis princeps
- Gavião-de-cara-preta, Leucopternis melanops
- Gavião-vaqueiro, Leucopternis kuhli
- Gavião-pombo-pequeno, Leucopternis lacernulata
- Leucopternis semiplumbea
- Gavião-branco, Leucopternis albicollis
- Leucopternis occidentalis
- Gavião-pombo-grande, Leucopternis polionota